# Vologases IV
Vologases IV (ook wel gespeld als Vologaeses of Vologeses, Perzisch: Valakhs) was koning van de Parthen van 148 tot 192.

## Biografie

### Versterking van Parthië
Hij was de zoon van Mithridates IV, die tot 140 over een deel van Parthië regeerde. Onder Vologases IV werd het Parthische rijk weer een eenheid. In de eerste jaren van zijn regering breidde Vologases het rijk verder uit door de verovering van Charakene, dat vroeger al een Parthische vazalstaat was geweest, maar inmiddels onafhankelijk geworden was.

### Oorlog met de Romeinen
Vanaf 155 raakte Vologases in conflict met Rome. De aanleiding was de zeggenschap over Armenië, die al veel vaker aanleiding voor conflicten had gegeven. Toen in 161 de Romeinse keizer Antoninus Pius werd opgevolgd door Marcus Aurelius en Lucius Verus, die het keizerschap deelden, viel Vologases Armenië aan. Het daar gelegerde legioen wist hij te verslaan en hij bezette Armenië en later ook Syria. Daarop trok Lucius Verus naar het oosten om de strijd aan te binden met Vologases (162). In 165 wist Verus de Parthen uiteindelijk te verdrijven uit Syrië en Armenië. Ook richtte hij verwoestingen aan in Parthië. Seleucia werd verwoest en het koninklijk paleis in de hoofdstad Ctesiphon werd in brand gestoken.. In Rome werd Verus geëerd als Imperator, hoewel volgens sommigen de overwinning grotendeels te danken was aan zijn veldheer Avidius Cassius. Vologases was gedwongen vrede te sluiten met de Romeinen, maar daarvoor moest hij wel Mesopotamië aan hen afstaan (166).

### Opstand van Osroes II
Tegen het einde van Vologases' regering wierp Osroes II zich in Medië op als nieuwe koning van de Parthen. Hij slaagde echter niet in zijn opzet en werd al snel verslagen door Vologases IV of mogelijk door diens opvolger Vologases V.

### Munten
Van Vologases IV zijn bijzonder veel munten gevonden, met minstens 125 verschillende data. Daaruit kan worden opgemaakt dat de Parthische economie maar weinig te lijden had onder de conflicten met Rome. Vologases' ongedateerde munten bevatten Parthische (in plaats van Griekse) inscripties.
Op een zeker moment verandert de (Griekse) spelling van Vologases' naam op zijn munten van ΟΛΑΓΑΣΟΥ (olagasou) naar ΟΛΟΓΑΣΟΥ (ologasou, de spelling die ook Vologases V en Vologases VI hanteerden). Dit kan een spellingsvariant zijn, maar er is ook wel voorgesteld dat het om twee verschillende koningen gaat met een gelijkende naam.

## Antieke bronnen
- Cassius Dio, LXX 2.2, LXXI 2.1-3.
- Historia Augusta, Marcus Aurelius 8.6, 9.1, Lucius Verus 8.3.